# Prepops rubroscutellatus
Prepops rubroscutellatus är en insektsart som först beskrevs av Knight 1929.  Prepops rubroscutellatus ingår i släktet Prepops och familjen ängsskinnbaggar.

## Underarter
Arten delas in i följande underarter:
- P. r. rubroscutellatus
- P. r. nigriscutis